# Открытая система (теория систем)
Открытая система в теории систем — система, которая непрерывно взаимодействует со своей средой. Взаимодействие может принимать форму информации, энергии или материальных преобразований на границе с системой. Открытая система противопоставляется изолированной, которая не обменивается энергией, веществом или информацией с окружающей средой.
Понятие открытой системы было формализовано[кем?], что позволило взаимосвязать теорию организмов, термодинамику и эволюционную теорию. Это понятие подробно анализировалось с появлением теории информации и впоследствии теории систем. Сейчас у понятия есть применения в естественных и общественных науках.

## Отличия открытых систем в теории систем от кибернетики
У. Росс Эшби, говоря о самоорганизующихся машинах, вводит понятие «машина со входом», которая определяется множеством S внутренних состояний, множеством In входов и отображением f произведения множеств I х S в S. Л. фон Берталанфи, анализируя эту систему, замечает, что это частный случай открытых систем, в которой система открыта для информации, но закрыта для передачи энтропии.
Эшби отмечал, что изменение внутреннего состояния может происходить лишь в результате действия «некоторого внешнего агента, воздействующего на систему через её вход». Берталанфи указывает на то, что это приводит к отрицанию существования самодифференцирующихся систем. Причина этого состоит в том, что самодифференцирующиеся системы развиваются в направлении всё более высокой сложности (путём уменьшения энтропии), а поэтому, по термодинамическим соображениям, они возможны лишь как открытые системы. То есть, системы, в которые свободная энергия поступает в большем количестве, чем необходимо для компенсации роста энтропии, обусловленного необратимыми процессами внутри системы. Далее Берталанфи указывает, что теорема Шеннона относится к закрытым системам, в то время как живой организм не является «машиной» в смысле Эшби, так как он развивается в направлении увеличения дифференциации и корректирует «шум» в более высокой степени, чем это может происходить в коммуникационных каналах в неживых системах. Поэтому понятие «система» — это нечто большее, чем понятие «машина» по Эшби в кибернетике. Поэтому в отличие от кибернетики, которая занимается анализом механизмов обратной связи, общую теорию систем интересует динамическое взаимодействие внутри систем со многими переменными. Причём акцент делается на живые организмы, как открытую систему, в которую постоянно вводится извне вещество. Внутри системы вещество подвергается различным реакциям, что приводит к более высокой сложности самоорганизации.